# Radio SI
Radio SI (ursprünglich Radio Slovenia International) ist seit 2001 ein Fremdsprachenprogramm von Radiotelevizija Slovenija (RTV SLO) für Auslandsreisende in Slowenien und Slowenen mit Fremdspracheninteressen. Das Programm auf Englisch, Slowenisch und Deutsch wird mittels UKW- und DAB+-Sendern, Internet-Livestream und Satellit verbreitet. Sitz des Senders ist Maribor.

## Programm
Das Programm ist kein Auslandsdienst, sondern richtet sich in den Sprachen Slowenisch, Englisch und Deutsch an Urlauber und Geschäftsreisende, die sich in Slowenien aufhalten. Außerdem werden Slowenen angesprochen, die an der englischen oder deutschen Sprache interessiert sind. Das Programm ist nicht in die verschiedenen Sprachversionen segmentiert, sondern sendet ein durchhörbares Musikprogramm, dessen Wortbeiträge in mehreren Sprachen parallel gesendet werden (z. B. slowenische Anmoderation und ein deutschsprachiges Interview).
Gesendet wird ein 24-stündiges Musik- und Informationsprogramm. Der Musikanteil liegt bei rund 85 Prozent und besteht aus internationaler und slowenischer Musik, die Wortbeiträge umfassen Informationen aus Politik, Kultur, Wirtschaft und Sport.
Der Programmauftrag von Radio Si ergibt sich seit 1994 aus Art. 3 des Gesetzes über Radiotelevizija Slovenija („Programme für das ausländische Publikum“ – „za tujo javnos“).

## Empfang
Das internationale Programm ist in Slowenien über rund 30 UKW-Sender fast landesweit zu empfangen. Hinzu kommt ein Livestream im Internet. Außerdem wird das ganze Programm über Eutelsat übertragen.
Seit September 2016 wird das Programm im nationalen DAB+-Ensemble auf dem Kanal 10D ausgestrahlt.
Ausgewählte Beiträge sind via Newsfeed oder über die Homepage des Senders als Podcast verfügbar.

## Vorgänger
Vorgänger von Radio Si waren zum einen die abendlichen Kurznachrichten auf Englisch und Deutsch im ersten Programm von Radio Ljubljana, später Radio Slovenija, die via MW 918 kHz (Sender Domžale) weit über die Landesgrenzen hinaus zu hören waren.
Zum anderen startete am 17. Juni 1985 Radio MM2 aus dem Funkhaus in Maribor, das zunächst auf UKW 101,6 MHz (Sender Pohorje) und MW 558 kHz teilweise werbefinanziert und im Stil eines Privatradios auf Deutsch Richtung Österreich sendete, wo es damals noch keinen Privatfunk gab. Reaktion des ORF war die Einrichtung von Ö3 Steiermark als lokaler Variante von Ö3 direkt neben der Frequenz von Radio MM2 im September 1985 (später Blue Danube Radio). Im November 1985 eröffnete Radio MM2 die Frequenz 102,8 MHz, die aufgrund der damaligen geringen Senderdichte zeitweise bis nach Wien zu hören war. 1992 gab es eine Kooperation mit Radio CD International, woraufhin Radio MM2 im Dezember 1992 in Radio Maribor International (RMI) umbenannt wurde. Ende 1999 wurde daraus Slovenski Turistični Radio (STR) und am 1. Juli 2001 Radio Slovenija international (Radio Si).